# احمد آیت الحسین
احمد آیت الحسین (انگلیسی: Ahmed Aït El-Hocine؛ زادهٔ ۱۲ فوریهٔ ۱۹۵۷) بازیکن فوتبال اهل الجزایر بود.
از باشگاه‌هایی که در آن بازی کرده‌است می‌توان به باشگاه فوتبال نصر حسین دای اشاره کرد.
وی همچنین در تیم ملی فوتبال الجزایر بازی کرده‌است.